# Bárbara Délano
Bárbara Délano Azócar (Santiago de Chile, 17 de octubre de 1961-Perú, 2 de octubre de 1996) fue una socióloga y poeta chilena. 

## Biografía
Pertenecía a una familia de artistas: era hija de la psicóloga y poeta María Luisa Azócar y del escritor Poli Délano; su abuelo Luis Enrique Délano fue periodista y diplomático.
Terminó sus estudios secundarios en México y posteriormente regresó a Santiago para estudiar licenciatura en Letras Hispanoamericanas en la Universidad de Chile. Ingresó a la Federación Juvenil Comunista ya que tenía un compromiso político muy intenso.
En 1982 volvió a México para cursar la carrera de Sociología en la UNAM, donde se tituló cinco años después, obteniendo la medalla Gabino Barreda para estudiantes sobresalientes. En 1988 retornó a Chile para trabajar en el Centro de Estudios de la Mujer. Posteriormente publicó el libro de investigación Asedio sexual en el trabajo, junto con Rosalba Tadaro. En 1992 se radicó definitivamente en México y comenzó a trabajar en la Procuraduría Agraria como directora del área de Comunicación Social. 
A principios de octubre de 1996 decidió darles una sorpresa a sus padres y viajar a Chile. Lo hizo con escala en Lima, donde aprovechó de ver al poeta Antonio Cisneros y otros amigos, como Carolina Teillier, hija del poeta Jorge Teillier; visitaron la cevichería Canta Rana en El Barranco, donde le contaron que dos siglos atrás el escritor Herman Melville había grabado su nombre en uno de los mesones de madera de un bar de El Callao. Como escribe Lilian Fernández Hall, "Bárbara no puede resistir la tentación y, con un cuchillo, graba también el suyo. Al día siguiente, el poeta Cisneros la despide en el aeropuerto de Lima" y "aborda el fatídico Boeing 757-200 de AeroPerú, que se estrellaría en el océano Pacífico a poco de salir de Lima, dejando un saldo de 70 víctimas. El cuerpo de Bárbara nunca se recuperó".
En su corta vida alcanzó a editar dos poemarios: México - Santiago (1979) y El rumor de la niebla (1984). Después de su muerte su madre recopiló sus poesías en Cuadernos de Bárbara, libro que ganó el Premio Altazor de las Artes Nacionales en 2007.